# Anopheles marshallii
Anopheles marshallii este o specie de țânțari din genul Anopheles. A fost descrisă pentru prima dată de Theobald în anul 1903. Conform Catalogue of Life specia Anopheles marshallii nu are subspecii cunoscute.